# Општина Бочикоју Маре (Марамуреш)
Бочикоју Маре (рум. Bocicoiu Mare) општина је у Румунији у округу Марамуреш.
Oпштина се налази на надморској висини од 297 m.